# Adriana Iliescu
Adriana Iliescu (Craiova, 31 mei 1938), is de vrouw die van alle moeders ooit op de hoogste leeftijd een kind baarde. Iliescu is een Roemeense universiteitsdocente en kinderverhalenschrijfster op rust.
Iliescu beviel op 16 januari 2005 in de Roemeense hoofdstad Boekarest, op 66-jarige leeftijd, van een tweeling. Een van de meisjes kwam dood ter wereld. Het andere dochtertje werd Eliza Maria genoemd. Het ging echter niet om een biologisch kind, omdat zowel de eicel als het sperma door een anonieme donor werd afgeleverd. Van bevruchting tot bevalling stond het proces onder leiding van de omstreden Italiaanse gynaecoloog Severino Antinori.
- Gemeinsame Normdatei: 1263574203
- International Standard Name Identifier: 0000 0003 8582 4510
- Library of Congress Control Number: n86103332
- Nederlandse Thesaurus van Auteursnamen: 069772509
- Virtual International Authority File: 247487944